# Kallugopahalli, Ramanagara
Kallugopahalli là một làng thuộc tehsil Ramanagara, huyện Ramanagara, bang Karnataka, Ấn Độ.